# West Coast Customs
La West Coast Customs (WCC) è un'azienda produttrice di auto, furgoni e mezzi su specifica.

## Storia
L'azienda venne aperta da Ryan Friedlinghaus nel 1993 con 5000 dollari datigli dal nonno con un gruppo ristretto di collaboratori. Originariamente aveva sede nella Contea di Orange (California), poi venne spostata a Los Angeles e quindi, sempre in California, a Corona.
Tuttavia l'azienda con la popolarità è andata diffondendosi anche in paesi come Messico, Germania, Malaysia, Russia e Giappone. Si occupa essenzialmente di Body Kit, cerchi, personalizzazioni ma anche di impianti audio-video e di qualsiasi tipo di personalizzazione come il furgone costruito appositamente per la Vans che ospita una piccola pista di skateboard all'interno.
In Italia è possibile seguire le creazioni dell'azienda nel programma televisivo Street Customs su Discovery channel.
Anni fa sempre in Italia la West Coast Customs era diventata famosa grazie al programma Pimp My Ride in onda su MTV condotto da Xzibit, dove nelle prime 4 stagioni avevano "resuscitato" delle auto malconce in vere e proprie auto uniche nel loro genere.
Nel corso degli anni l'auto modificata alla West Coast Customs è diventato un vero status symbol tanto che molte celebrità come, per esempio, Paris Hilton e Sylvester Stallone hanno consegnato la loro auto all'azienda per farle personalizzare.

## Curiosità
Il pickup Ford F-100 è stato realizzato dalla West Coast Customs, su richiesta di Sylvester Stallone, in 3 elementi che si possono ammirare nel film I mercenari - The Expendables.
L'auto più costosa di sempre modificata da questa azienda è una Maybach corazzata del valore iniziale superiore a mezzo milione di euro. L'auto è stata personalizzata modificando con fibra di vetro un body kit realizzato dalla WCC Japan e destinato ad una Mercedes Classe S poiché non esistono body kit per auto di questo genere e la Maybach ha risposto (come si può vedere nella serie) che qualsiasi body kit sarebbe stato realizzato appositamente sulle richieste del cliente dai tecnici Maybach e non avrebbe potuto portare il nome della West Coast Customs.